# Токопровод
Токопровод — электротехническое устройство для передачи электроэнергии на малые расстояния (например, от генератора к повышающему трансформатору). Согласно СТО «ФСК ЕЭС», токопровод с литой (твёрдой) изоляцией — это устройство, предназначенное для передачи и распределения электроэнергии, состоящее из проводников, изолированных от заземлённых частей твёрдыми диэлектрическими материалами, защитных оболочек, ответвительных устройств, поддерживающих и опорных конструкций.
Сечение токопровода определяется величиной максимально допустимого тока. Оно может быть как сплошным, так и полым.

## Конструкция токопровода
Токопровод включает в себя гибкие или жёсткие шины, а также изоляторы, защитные оболочки, иногда встроенные коммутационные аппараты, измерительные трансформаторы, устройства защиты. В зависимости от типа используемых шин, различают токопроводы жесткие и гибкие. Жёсткий токопровод собирается на месте эксплуатации из отдельных секций (блоков), изготовленных в заводских условиях.
- защита от поражения электрическим током при прикосновении под напряжением.